# Passo do Nufenen
O Passo do Nufenen (em italiano:  passo della Novena; em francês:  col du Nufenen) é um passo de montanha que fica entre os cantões suíços do Valais e do Ticino. Pertencem aos chamados Alpes Lepontinos.
Com 38 km de comprimento, o cimo encontra-se a 2 480 metros de altitude, o que o faz o segundo mais alto passo da Suíça depois do col de l'Umbrail, e faz parte da divisória de águas  entre o mar Adriático e o mar Mediterrâneo.